# Tülin Özen
Tülin Özen est une actrice turque.

## Biographie
Elle étudie dans un lycée réputé d'Izmir. Elle commence à jouer au théâtre mais très vite elle est repérée par le réalisateur Semih Kaplanoğlu qui l'emploie dans ses films dès 2005.
Elle trouve aussi la popularité en jouant le rôle de la favorite du sultan dans la série télévisée historique Muhteşem Yüzyıl: Kösem. 

## Filmographie

### Cinéma
- 2005 : La Chute de l'ange : Zeynep
- 2007 : Yumurta : Sahaftaki Kadın
- 2010 : Miel : Zehra
- 2015 : Frenzy : Meral
- 2023 : Hesitation Wound (Tereddüt çizgisi) de Selman Nacar.

### Télévision
- 2005-2007 : Beyaz Gelincik : Meryemce
- 2012 : Yalan Dünya : Nazlı
- 2016 : Muhteşem Yüzyıl: Kösem : Handan Sultan
- 2020 : Bir Başkadır : Gülbin

## Distinctions
- Festival international du film d'Antalya 2004 : meilleure actrice[2]